# Chiesa di San Giovanni Battista (Little Somerford)
La chiesa di San Giovanni Battista (in inglese St John the Baptist's church) è la parrocchiale anglicana che si trova a Little Somerford, villaggio e parrocchia civile della contea del Wiltshire nel Sud Ovest dell'Inghilterra, Regno Unito. Il luogo di culto risale al XIII secolo, rientra nella diocesi di Bristol ed è considerato monumento classificato di prima categoria per il suo particolare interesse storico e architettonico.

## Storia

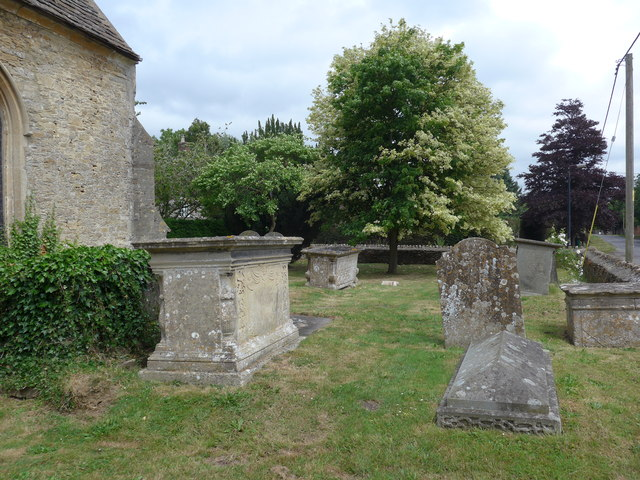
Cimitero della comunità attorno alla chiesa

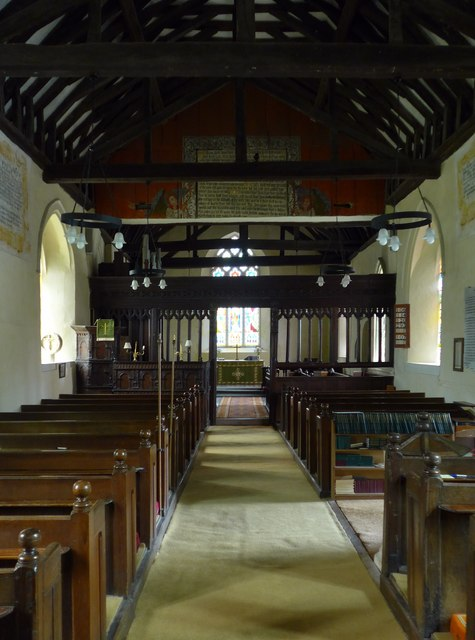
Interno della sala

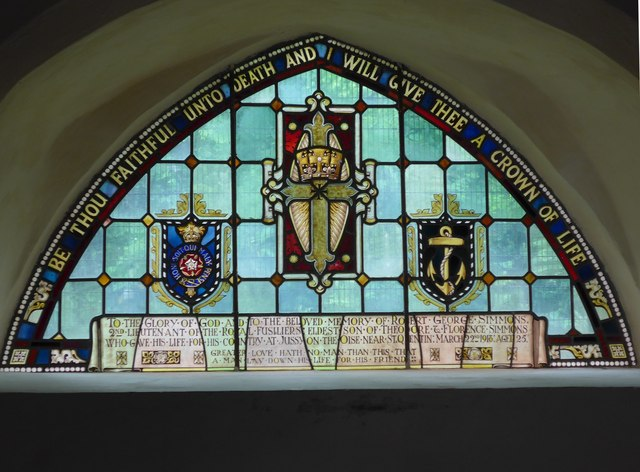
Grande vetrata policroma divenuta memoriale per il sottotenente Robert George Simmons caduto durante la prima guerra mondiale

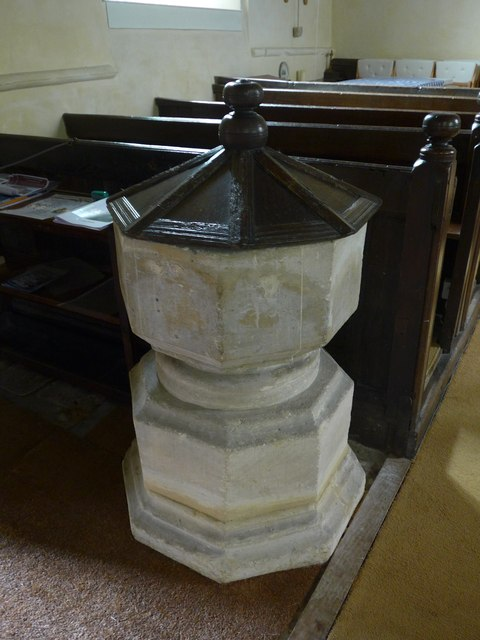
Fonte battesimale

La parrocchia rientrava in una tenuta sassone registrata e descritta anche nel Domesday Book. La chiesa parrocchiale risale al XIII secolo e potrebbe essere stata originariamente legata all'abbazia di Malmesbury. Divenne una chiesa parrocchiale forse intorno al 1251, quando le decime del demanio del feudo di Little Somerford furono confermate al rettore dall'abate in cambio di 2 libbre di cera all'anno. Nel 1341 il rettore della chiesa aveva una casa vicina, la casa della canonica, che fu ricostruita in pietra nel XVII secolo o nel secolo successivo e intorno al 1783 conteneva una sala, un salotto rivestito in legno, una cucina e cinque camere da letto. Il rettore la considerò non adatta al ruolo che ricopriva e intorno al 1830 la piccola dimora fu affittata e in seguito fu venduta. Verso la fine del XIII secolo fu costruito il presbiterio e una finestra a sud fu inserita nella navata, Il portico e la torre a ovest furono costruiti nel XV o all'inizio del XVI secolo. Nel XVII secolo furono collocati nella chiesa uno stemma reale datato 1602 e un pulpito e un leggio datati 1626, sulle pareti della navata furono dipinti dei cartigli contenenti dei testi e la navata fu dotata di panche a cassetta e di una galleria occidentale. Intorno al 1860 il presbiterio fu restaurato e la finestra orientale fu sostituita da una in stile dei primi del XIV secolo. Nel 1905 fu inserita una finestra nella parete meridionale del presbiterio. La galleria occidentale fu rimossa intorno al 1900 e con il suo legno furono realizzati sedili e un dossale per il presbiterio. La chiesa aveva un proprio tesoro fino al 1553, quando i commissari reali ne presero una parte e lasciarono un calice prezioso. La canonica fu unita nel 1967 alla canonica di Great Somerford e al vicariato di Seagry. Il beneficio di Corston con Rodbourne fu aggiunto nel 1986.

## Descrizione
L'English Heritage ha inserito dal 28 ottobre 1959 la chiesa di San Giovanni Battista a Little Somerford tra gli edifici storici come monumento classificato di prima categoria col numero 1300525. La chiesa appartiene alla diocesi di Bristol.

### Esterni
La chiesa parrocchiale anglicana di San Giovanni Battista si trova nell'abitato del villaggio di Little Somerford nel Sud Ovest dell'Inghilterra, Regno Unito. La chiesa di San Giovanni Battista è costruita con pietrisco con rivestimenti in pietra. La chiesa si trova vicino al centro originale del villaggio. Il portico di accesso è posto a sud. La torre è posta ad ovest, in capo alla navata, e si conclude con una balaustra merlata. Nella cella si conserva una grande campana del 1752. Attorno all'edificio si trova il cimitero della comunità.

### Interni
La sala interna è a navata unica e il presbiterio è strutturalmente indivisi dalla navata stessa. e una torre a ovest. Il presbiterio è diviso dalla navata da uno schermo costituito in legno intagliato nel XIV e nel XV secolo sotto un timpano del XV secolo che mostra i Dieci Comandamenti affiancati da angeli. Il dipinto è stato rivelato solo nel 1983, durante i lavori di conservazione di uno stemma elisabettiano che lo aveva coperto. Lo stemma reale che si conserva nella sala è datato 1602 mentre il pulpito e il leggio sono datati 1626. Sulle pareti della navata sono dipinti cartigli contenenti testi sacri. I banchi a cassetta risalgono al XVII secolo e in seguito furono sostituiti da panche. L'organo a canne è dei primi anni del XX secolo e rimane regolarmente in uso. Sono di interesse le vetrate policrome, in particolare il memoriale del sottotenente Robert George Simmons caduto durante la prima guerra mondiale